# Transporte multimodal
O transporte multimodalidade é a articulação entre vários modos de transporte, de forma a tornar mais rápidas e eficazes as operações de transbordo. O transporte multimodal é aquele em que serão necessários mais de um tipo de veículo para conduzir a mercadoria até ao seu destino final, deste modo serão utilizados desde caminhões, navios, aviões ou outro tipo de condução necessário para a entrega. Assim para a mercadoria chegar até ao seu destino final, ela necessitará de passar por mais de um tipo de transporte. Pode-se contratar uma empresa que faça essas mudanças, sem que o importador ou exportador se envolva nessas trocas.
A multimodalidade, apesar de defendida pelos ambientalistas e alguns especialistas de transporte de mercadorias, implica a acumulação de custos pela utilização de interfaces modais, tais como, transbordo, handling entre outros.

## Requisitos
Para um transporte ser considerado como multimodal, é necessário que:
- Seja realizado, pelo menos, por dois modos de transporte;
- Exista um único responsável perante o dono da carga (OTM - Operador de Transporte Multimodal);
- Exista um único contrato de transporte entre o transportador e o dono da mercadoria;
- Exista um conhecimento único (Multimodal Bill of Lading), válido para todo o percurso;
- Sejam utilizadas cargas unitizadas indivisíveis;
- Sejam feitas inspeções fiscais apenas na origem e no destino.

## Intermodalidade
A intermodalidade caracteriza-se pela emissão individual de documento de transporte para cada modal, bem como pela divisão de responsabilidade entre os transportadores.

## Interconectividade
A interconectividade nos transportes engloba tanto a multimodalidade,como também a intermodalidade.
A interconectividade refere-se à capacidade de se chegar onde quiser e aproveitar outros meios de transporte.

## Modos de Transporte
Os transportes motorizados podem ser divididos em vários modos: rodoviário, ferroviário, marítimo, aéreo e dutoviário. Existem claras vantagens e desvantagens no uso de diferentes modos de transporte, bem como possíveis melhorias que os tornem mais competitivos.

### Modo rodoviário
Vantagens

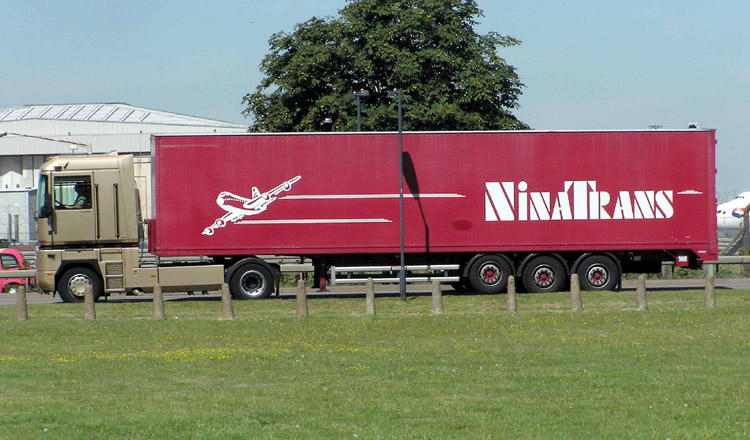
Caminhão de carga, um semirreboque

- Manuseamento mais simples (cargas menores)
- Grande competitividade em distâncias curtas/médias
- Elevado grau de adaptação
- Baixo investimento para o operador
- Rápido e eficaz
- Custos mais baixos de embalagem
- Grande cobertura geográfica

Desvantagens
- Aumento do preço com a distância
- Espaço limitado
- Sujeito às condições atmosféricas
- Sujeito ao trânsito
- Sujeito à regulamentação (circulação, horários)

Melhorias Possíveis
- Melhoria nos contentores de modo a adaptarem-se a outros tipos de transporte (interface multimodal)
- Melhoria nos sistemas semi-automáticos de carga e descarga
- Aumento no uso de contentores-pallets standard
- Implantação de sistemas de localização por coordenadas geográficas
- Uso de sistemas de comunicação via rádio

### Modo ferroviário
Vantagens

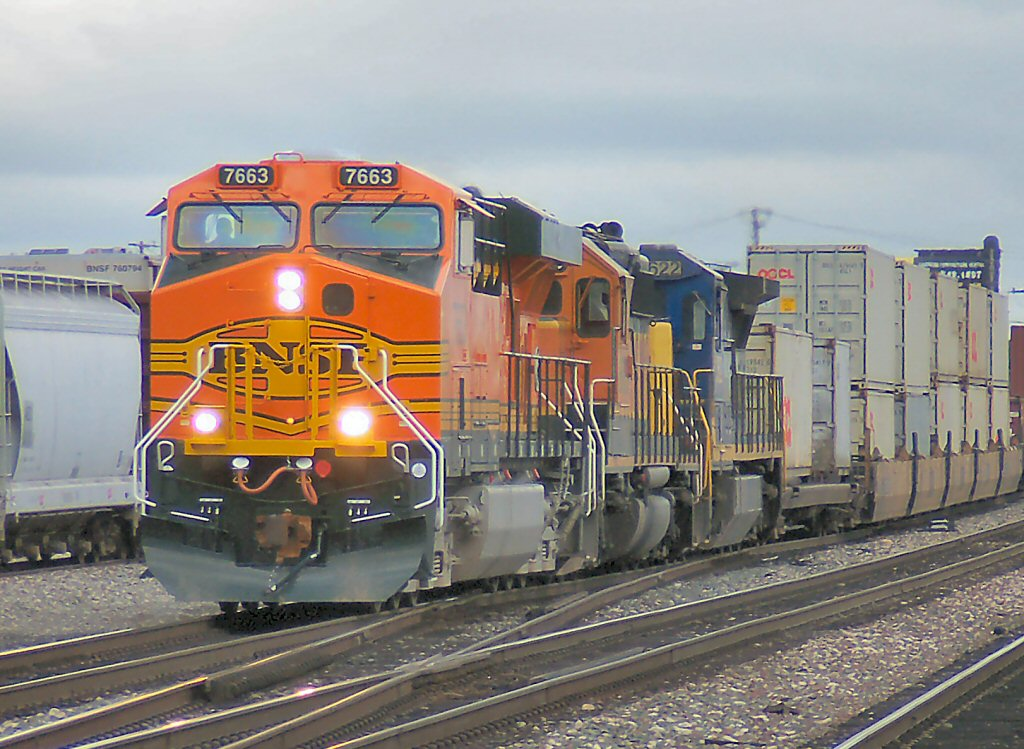
Comboio de carga

- Ideal para grandes quantidades de carga
- Baixo custo para grandes distâncias
- Bom para produtos de baixo valor e alta densidade
- Pouco afectado pelo tráfego e condições atmosféricas
- Amigo do ambiente (pouco poluente)

Desvantagens
- Serviços e horários pouco flexíveis
- Pouco competitivo para distâncias curtas e cargas pequenas
- Grande dependência de outros transportes (nomeadamente rodoviário)
- Pouco flexível, pois só para de terminal em terminal
- Elevados custos de manuseamento

Melhorias Possíveis
- Aumento da velocidade de trajecto e das cargas/descargas
- Comboios mais frequentes
- Melhoria de equipamento dos terminais

### Modo aéreo
Vantagens

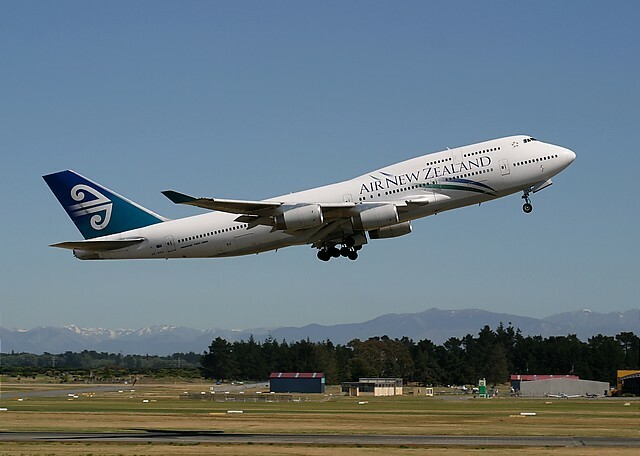
Boeing 747 da Air New Zealand fazendo a descolagem do Aeroporto Internacional de Christchurch, Nova Zelândia.

- Bom para situações de "aperto" a larga distância
- Bom para mercadoria de elevado valor a grandes distâncias
- Boa fiabilidade e frequência entre cidades
- Velocidade de transporte

Desvantagens
- Pouco flexível, pois trabalha terminal a terminal
- Mais lento do que o rodoviário para pequenas distâncias
- Elevado custo para grande parte dos produtos

Melhorias Possíveis
- Melhor adaptação ao multimodal, transportando partes de veículos rodoviários
- Sistemas informatizados mais sofisticados para a gestão das capacidades de transporte
- Melhoria de cargas e descargas em terminais

### Modo Aquaviário (marítimo, lacustre ou fluvial)
Vantagens

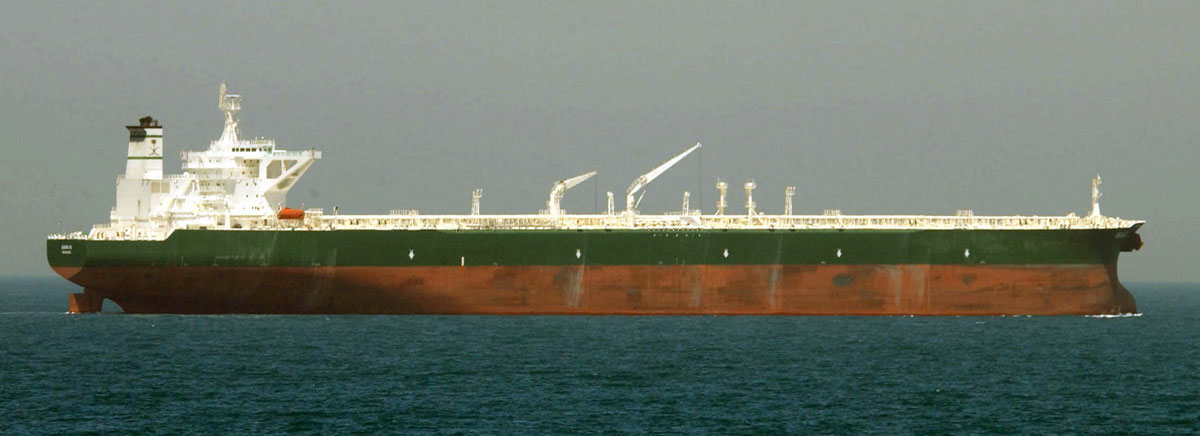
Navio de carga

- Competitivo para produtos de muito baixo custo (químicos industriais, ferro, cimento, petróleo, minerais e outros)

Desvantagens
- Velocidade reduzida
- Muito pouco flexível
- Limitados a zonas com orla marítima ou rios navegáveis

Melhorias Possíveis
- Associação a sistemas de armazenagem e transporte em terminal
- Melhor funcionamento sempre que inserido em plataformas multimodais

### Modo Dutoviário
Vantagens
- Longa vida útil
- Pouca manutenção
- Baixa mão-de-obra
- Rápido

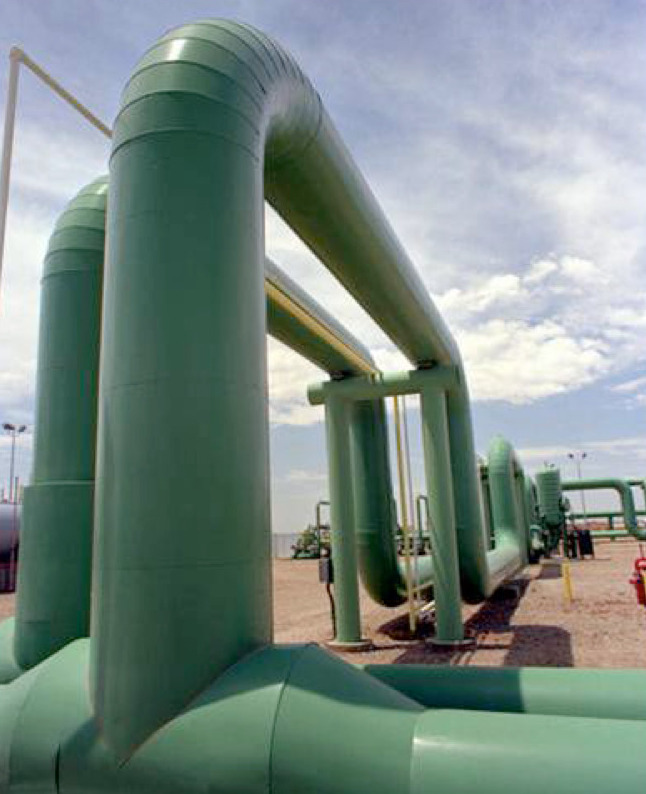
Transporte tubular de hidrogênio

- Funciona ponto a ponto para líquidos ou gases (gás natural, químicos e outros)

Desvantagens
- Não se adapta a muitos tipos de produtos
- Investimento inicial elevado

Melhorias Possíveis
- Sistemas de construção por módulos e mais rápidos
- Sistemas de controle e observação de avarias